# Silnice II/164
Silnice II/164 je silnice II. třídy, která vede z Jindřichova Hradce do Strmilova. Je dlouhá 19 km. Prochází jedním krajem a jedním okresem.
V minulosti byla v trase této silnice vedena silnice I/23, ta byla koncem 90. let ( r.1998 otevřením obchvatu Strmilova ) přetrasována přes Jarošov nad Nežárkou.

## Vedení silnice

### Jihočeský kraj, okres Jindřichův Hradec
- Otín (křiž. I/34, III/02312, III/1343)
- Hospříz (křiž. III/12849, III/1347)
- Člunek (křiž. III/12855)
- Lomy (křiž. III/02313)
- Kunžak (křiž. II/151, III/02315, III/02316, peáž s II/151)
- Budkov (křiž. III/02318)
- Strmilov (křiž. I/23, III/40916, III/13415)